# Rubin Museum of Art
Het Rubin Museum of Art (RMA) is een museum dat zich richt op Tibetaanse kunst en kunst uit andere delen van de Himalaya-regio. Het ligt in de wijk Chelsea in het New Yorkse stadsdeel Manhattan.
Het museum werd opgericht uit de privécollectie die zakenman Donald Rubin en zijn vrouw Shelley sinds 1974 hadden verzameld. Het museum werd in oktober 2004 opgericht in een voormalig gebouw van het warenhuis Barneys, dat in 1998 failliet was gegaan.
Het museum is verbonden aan twee organisaties, het Tibetan Buddhist Resource Center en de Himalayan Art Website en heeft zich als doel gesteld de kunst en cultuur uit Tibet en de Himalaya te bevorderen.
RMA herbergt rond de duizend voorwerpen, inclusief schilderijen, beelden, kleding en rituele voorwerpen van de 2e tot de 20e eeuw. Naast tentoonstellingen kent het een permanente eigen collectie. De kern daarvan wordt gevormd door de Tibetaanse schilderkunst.